# Wels-Land
Bezirk Wels-Land là một huyện của bang
Thượng Áo ở Áo.

## Các đô thị
Các thị xã (Städte) bằng chữ đậm; các phố thị (Marktgemeinden) bằng chữ xiên, các khu ngoại ô, làng và các đơn vị khác của một đô thị được hiển thị bằngchữ nhỏ.
- Aichkirchen
- Bachmanning
- Bad Wimsbach-Neydharting
- Buchkirchen
- Eberstalzell
- Edt bei Lambach
- Fischlham
- Gunskirchen
- Holzhausen
- Krenglbach
- Lambach
- Marchtrenk
- Neukirchen bei Lambach
- Offenhausen
- Pennewang
- Pichl bei Wels
- Sattledt
- Schleißheim
- Sipbachzell
- Stadl-Paura
- Steinerkirchen an der Traun
- Steinhaus
- Thalheim bei Wels
- Weißkirchen an der Traun